# 中科院成都信息技术股份有限公司
中科院成都信息技术股份有限公司（深交所：300678，简称：中科信息），是中华人民共和国的一家高新技术企业，是中国科学院直属企业单位，前身是1958年成立的中国科学院成都计算机应用研究所。